# كال (فارس)
كال (بالإنجليزية: Kāl)‏ هي منطقة سكنية من نواحي بلدة أشكنان مقاطعة لامرد في محافظة فارس إيران.

## السكان
تقع هذه القرية في قسم كال وحسب احصاءات سنة 2006 كان عدد سكانها 1,696 نسمة في 331 مسكن.